# دائرة زغوان الانتخابية
دائرة زغوان الانتخابية هي واحدة من 27 دائرة انتخابية تونسية.تغطي كامل أراضي ولاية زغوان.

## نتائج الانتخابات
فيما يلي نتائج انتخابات المجلس الوطني التأسيسي التونسي 2011 للدائرة الانتخابية. وتبين القائمة الأحزاب التي فازت بمقعد واحد على الأقل:
| الحزب                    | الحزب                    | الاصوات | %    | المقاعدSièges |
| ------------------------ | ------------------------ | ------- | ---- | ------------- |
|                          | حركة النهضة              | 21٬285  | 34,6 | 2             |
|                          | تيار المحبة              | 5٬561   | 9    | 1             |
|                          | الحزب الديمقراطي التقدمي | 3٬702   | 6    | 1             |
|                          | المؤتمر                  | 3٬099   | 5    | 1             |
| المسجلين                 | المسجلين                 | 66٬586  | 100  | 5             |
| الناخبين                 | الناخبين                 | 61٬511  |      | -             |
| الأصوات الصحيحة للقائمات | الأصوات الصحيحة للقائمات | 61٬511  | 100  | -             |
| الأوراق الملغاة والبيضاء | الأوراق الملغاة والبيضاء | 5٬075   |      | -             |

## روابط خارجية
- الموقع الرسمي لهيئة الانتخابات.